# Perry McGillivray
Perry McGillivray (n. 5 august 1893, Chicago, Illinois, SUA – d. 27 iulie 1944, Maywood, Illinois, SUA) a fost un înotător ce a reprezentat Statele Unite ale Americii, medaliat olimpic. A participat la 2 ediții ale Jocurilor Olimpice (1912, 1920) în care a câștigat două medalii de aur și două medalii de argint.